# Le Mans Daytona h

Grand Touring Prototype Logo, wie es in der IMSA SportsCar Championship zum Einsatz kommt.

Hypercar-Kennzeichnung aus der FIA World Endurance Championship

Die Fahrzeugklasse Le Mans Daytona h (LMDh) ist ein Reglement für Protoypen-Rennwagen, das seit 2023 gemeinsam mit Fahrzeugen der Le Mans Hypercar die Topklasse in der GTP-Klasse (Grand Touring Prototype) der IMSA SportsCar Championship bildet. Die Klasse kommt ebenso in der Hypercar-Klasse der FIA-Langstrecken-Weltmeisterschaft zum Einsatz.
Das LMDh-Reglement wurde gemeinsam von der International Motor Sports Association (IMSA) und der Automobile Club de l’Ouest (ACO) erarbeitet. Die Fahrzeuge dienen als Nachfolger für die Daytona Prototype International (DPI)-Kategorie und nutzen ein Reglement, das für die nächste Generation des Daytona-Prototype-International-Regelwerks geplant war und mit dem Regelwerk für die Le Mans Hypercar (LMH) zusammengeführt wurde.
Das World Motor Sport Council der FIA erlaubte die Teilnahme von LMDh-Fahrzeugen an der WEC-Saison 2022 für einzelne Rennen, um eine nahtlose Einführung im Jahr 2023 zu gewährleisten. Seit dem 24-Stunden-Rennen von Daytona 2023 kommen die Fahrzeuge regulär zum Einsatz.

## Geschichte

### DPi 2.0
Nach der Umstellung der FIA World Endurance Championship auf einen Winterkalender im Jahr 2018 gab die IMSA im Januar 2018 bekannt, dass sie die Homologationszeiträume für LMP2-, DPi- und GTE-Fahrzeugen in der WeatherTech SportsCar Championship um ein weiteres Jahr verlängern würde. Dadurch würden sich die Homologationsfristen in der Meisterschaft um etwa sechs Monate verzögern, was die Homologationsverlängerung durch die IMSA erforderlich machte. Somit waren die DPi- und LMP2-Fahrzeuge, die ursprünglich für einen Zeitraum von vier Jahren bis 2020 bestätigt waren, nun mindestens bis zum Ende der Saison 2021 wettbewerbsfähig. Trotz der Forderungen der Hersteller, die DPi-Plattform und das Reglement für die Saison 2022 beizubehalten, kündigte der damalige IMSA-Präsident Scott Atherton an, dass die IMSA andere Optionen als eine weitere Verlängerung der Lebensdauer der DPi-Plattform prüfe.
Am 6. Mai 2019 kündigte die IMSA an, dass die nächste Generation des DPi-Regelwerks, bekannt als DPi 2.0, eine Weiterentwicklung der aktuellen LMP2-basierten Plattform sein solle, die mit Hybridtechnologie eines einzigen Anbieters ausgestattet ist, wobei die Details noch nicht bestätigt wurden. Einige Tage später erklärte Simon Hodgson, Vice President of Competition der IMSA, dass die nächste Generation des DPi-Reglements voraussichtlich mehr Individualisierungsmöglichkeiten enthalten wird, indem für mehr Bereiche das Anbringen von Styling-Elementen der Hersteller zugelassen werde. Hodgson wies auch darauf hin, dass der erweiterte Spielraum für Individualisierung auch mit Vorschriften einhergehen könnte, die ein Mindestmaß an Anpassung für jeden Hersteller vorschreiben.
Am 24. Juni 2019 wurde bekannt, dass die IMSA Gespräche mit den Herstellern über die Aufnahme der Hybridtechnologie in das DPi-Regelwerk der nächsten Generation geführt hatte, wobei die Hersteller im DPi-2.0-Lenkungsausschuss über den Grad der Elektrifizierung der Hybridsysteme geteilter Meinung waren. Die vorgeschlagenen Elektrifizierungskonzepte umfassten Hoch- und Niederspannungssysteme mit unterschiedlichen Kosten. Bei einem weiteren Treffen Ende Juni kristallisierte sich ein 400-Volt-System mit einer elektrischen Leistung von 70–90 kW (90–120 PS) als die führende Elektrifizierungsoption heraus. Obwohl sich die 400-Volt-Systeme im Juni als präferierte Option herauskristallisiert hatten, wurde im September bekannt, dass die Gespräche noch zu keinem Konsens geführt hatten, obwohl vereinbart wurde, dass die Hersteller ihre eigenen Hybridsysteme bauen können.

### Annäherung von DPi 2.0 und LMH
Im Anschluss an das „Super Sebring“-Wochenende 2019, an dem die 12-Stunden von Sebring 2019 am selben Wochenende wie die ersten 1000 Meilen von Sebring stattfanden, enthüllte WEC-Geschäftsführer Gerard Neveu die Möglichkeit, das DPi-Reglement in das „Hypercar“-Reglement aufzunehmen, wobei die Integration von DPis vom Leistungsniveau beider Plattformen abhängt. Am 31. Juli 2019 enthüllte Neveu, dass die technischen Abteilungen des ACO und der IMSA aktiv daran arbeiteten, ähnliche Leistungsparameter für Hypercar und DPi 2.0 zu erreichen, die es beiden Plattformen ermöglichen würden, sich zu überschneiden und gegeneinander in einer Klasse anzutreten.
Am 11. November 2019 erklärte der einzige LMP1-Hersteller der WEC, Toyota, dass er für die Integration der DPi-Boliden in die Spitzenklasse der FIA World Endurance Championship offen sei, unter der Bedingung, dass dies den japanischen Hersteller nicht daran hindere, seine eigene Hybridtechnologie zu präsentieren. Kurz nach der Veröffentlichung des Technischen Reglements für LMH gab McLaren bekannt, dass es ein LMH-Programm nicht in Erwägung ziehen würde und forderte stattdessen die Aufnahme von DPi in die WEC. McLaren-Racing-CEO Zak Brown erklärte, dass ein LMH-Programm für den britischen Hersteller nicht rentabel sei, und forderte eine starke Reduzierung der Kosten. Ford und Porsche brachten ähnliche Einwände vor und plädierten für eine Zusammenführung von LMH und DPi.
Am 15. Januar 2020 sprach sich der Präsident und Geschäftsführer von Toyota Racing Development, David Wilson, für eine Konvergenz der beiden Plattformen aus und erklärte, dass die Zusammenführung der beiden Plattformen ein gewichtiger Grund für Lexus wäre, ein DPi-Programm zu starten.

### LMDh

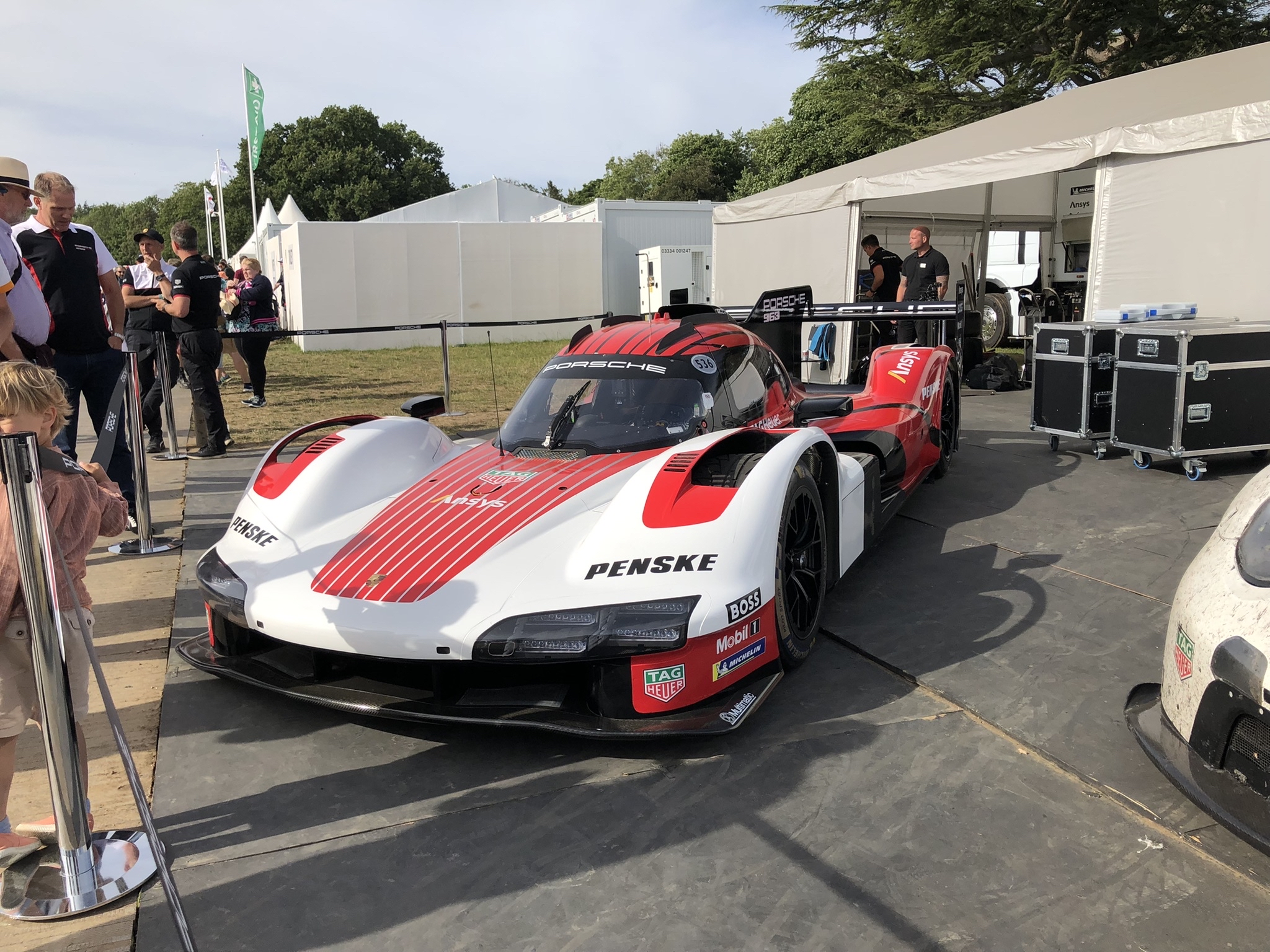
Ein Porsche 963 LMDh-Prototyp beim Goodwood Festival of Speed 2022

Am 24. Januar 2020, im Vorfeld der 24 Stunden von Daytona 2020, fand eine gemeinsame Pressekonferenz des ACO und der IMSA auf dem Daytona International Speedway statt, auf der der ACO und die IMSA das neue LMDh-Regelwerk ankündigten. Es sollte den Daytona Prototype International (DPI) ablösen und wurde mit dem Le Mans Hypercar-Reglement verknüpft. Geplant war eine Einführung ab September 2021 zunächst in Europa, bevor die Fahrzeugklasse 2022 bei den 24 in Daytona sein Debüt in Nordamerika geben sollte.
Obwohl ursprünglich geplant war, den Herstellern die Möglichkeit zu geben, ihre eigenen Hybridsysteme zu entwickeln, wurde dies in dem im Mai veröffentlichten Entwurf der LMDh-Verordnung zugunsten eines vereinheitlichten 50-PS-Hybridsystems gestrichen. Der Reglementsentwurf sieht ein Fahrzeuggewicht von 1030 kg, eine kombinierte Spitzenleistung von 500 kW aus Motor und Hybridsystem, ein reguliertes Karosseriepaket, einen Einheitsreifenlieferanten sowie ein globales Balance-of-Performance-Verfahren vor, um LMDh- und LMH-Fahrzeuge anzugleichen. Das Getriebe-Hybrid-System wird von Xtrac bereitgestellt, wobei die integrierte Motor-Generator-Einheit von Bosch und Batterien von Williams Advanced Engineering geliefert werden. Als Chassishersteller wurden Dallara, Ligier, Multimatic Motorsports und Oreca zugelassen. Die IMSA benennt die Klasse in Anlehnung an die Kategorie der 1980er Jahre als GTP.

### Renndebüt und zukünftige Entwicklung
Nach Bekanntgabe des Reglements präsentierten mehrere namhafte Hersteller Ansätze für eigene Rennprogramme. Bei den 24h von Daytona 2023 schließlich feierten die Hersteller Acura, BMW, Cadillac und Porsche mit ihren Fahrzeugen das Renndebüt. Porsche und Cadillac haben auch mit Werksteams für das 24h-Rennen von Le Mans 2023 gemeldet und werden hier mit Boliden nach dem LMH-Reglement in der Hypercar-Klasse um den Sieg kämpfen. Das Jota-Team soll zudem als Kundenteam einen Porsche 963 in der Topklasse an den Start bringen.
Der Einstieg von Alpine und Lamborghini mit ihren LMDh-Boliden erfolgte 2024. Zudem haben auch andere Hersteller ein prinzipielles Interesse bekundet oder ihnen wird ein Interesse nachgesagt. Im September 2024 bestätigte Hyundai, ein LMDh-Fahrzeug bauen zu wollen, das unter dem Namen der Luxusmarke Genesis starten soll. Der Einstieg soll zur Saison 2026 erfolgen, wie im Dezember 2024 bekanntgegeben wurde. Auch ein Einstieg von McLaren in die Hypercar-Klasse, bevorzugt mit einem LMDh-Boliden, wurde bereits lange erwartet und im April 2025 offiziell für 2027 angekündigt.
Am 30. Januar 2024 verkündete Ford, ein Fahrzeug nach dem LMDh-Reglement zu bauen und dieses ab 2027 in der WEC und damit auch in Le Mans an den Start bringen zu wollen. Weitere Informationen zu Namen, Antriebseinheit oder Chassishersteller wurden noch nicht genannt.

## Bestätigte Hersteller
| Hersteller  | Modell      | Bild | Chassis    | Debütjahr | Referenz             |
| ----------- | ----------- | ---- | ---------- | --------- | -------------------- |
| Acura       | ARX-06      |      | Oreca      | 2023      | [ 36 ]               |
| BMW         | M Hybrid V8 |      | Dallara    | 2023      | [ 37 ]               |
| Cadillac    | V-Series.R  |      | Dallara    | 2023      | [ 38 ]               |
| Porsche     | 963         |      | Multimatic | 2023      | [ 39 ]               |
| Alpine      | A424        |      | Oreca      | 2024      | [ 40 ]               |
| Lamborghini | SC63        |      | Ligier     | 2024      | [ 41 ] [ 42 ] [ 43 ] |
| Genesis     | GMR-001     |      | Oreca      | 2026      | [ 44 ] [ 45 ]        |
| Ford        |             |      | Oreca      | 2027      | [ 46 ]               |
| McLaren     |             |      | Dallara    | 2027      | [ 47 ]               |